# Liste der Kulturgüter in Merishausen
Die Liste der Kulturgüter in Merishausen enthält alle Objekte in der Gemeinde Merishausen im Kanton Schaffhausen, die gemäss der Haager Konvention zum Schutz von Kulturgut bei bewaffneten Konflikten, dem Bundesgesetz vom 20. Juni 2014 über den Schutz der Kulturgüter bei bewaffneten Konflikten sowie der Verordnung vom 29. Oktober 2014 über den Schutz der Kulturgüter bei bewaffneten Konflikten unter Schutz stehen.
Objekte der Kategorien A und B sind vollständig in der Liste enthalten, Objekte der Kategorie C fehlen zurzeit (Stand: 11. Januar 2023).

## Kulturgüter
| Foto |                                                                                    | Objekt                                                                     | Kat. | Typ | Standort                         | Beschreibung |
| ---- | ---------------------------------------------------------------------------------- | -------------------------------------------------------------------------- | ---- | --- | -------------------------------- | ------------ |
| ja   | Datei hochladen · Wikidata zu Pfarrscheune (Q29524136)                             | Pfarrscheune KGS-Nr.: 09736                                                | A    | G   | Kirchgasse 687640 / 290609       |              |
| ja   | Datei hochladen · Wikidata zu Reformierte Kirche St. Martin (Q29787289)            | Reformierte Kirche, Pfarrhaus mit Nebengebäude und Friedhof KGS-Nr.: 04331 | B    | G   | bei Kirchgasse 7 685599 / 290589 |              |
| ja   | Datei hochladen · Wikidata zu Rössli (Q29787291)                                   | Haus Rössli KGS-Nr.: 04337                                                 | B    | G   | Hauptstrasse 58 687820 / 290590  |              |
| BW   | Datei hochladen · Wikidata zu Abtscheune (1704) (Q29787282)                        | Abtscheune KGS-Nr.: 04338                                                  | B    | G   | Chlosterwisen 688575 / 288688    |              |
| ja   | Datei hochladen · Wikidata zu Gemeindehaus (1595) (Q29787288)                      | Gemeindehaus KGS-Nr.: 04340                                                | B    | G   | Hauptstrasse 78 687770 / 290730  |              |
| ja   | Datei hochladen · Wikidata zu Altes Schulhaus / Armenhaus / Bürgerheim (Q29787283) | Altes Schulhaus / Armenhaus / Bürgerheim KGS-Nr.: 14227                    | B    | G   | Kirchgasse 1 687712 / 290746     |              |
| ja   | Datei hochladen · Wikidata zu Wohnhaus (mit Scheune) (Q29787303)                   | Wohnhaus mit Scheune KGS-Nr.: 14228                                        | B    | G   | Hauptstrasse 42 687839 / 290461  |              |
| ja   | Datei hochladen                                                                    | Vielzweckbauernhaus KGS-Nr.: 14230                                         | B    | G   | Ledergasse 5 687607 / 290831     |              |
| ja   | Datei hochladen                                                                    | Wohnhaus KGS-Nr.: 14231                                                    | B    | G   | Hauptstrasse 82 687751 / 290768  |              |
| ja   | Datei hochladen                                                                    | Wohnhaus KGS-Nr.: 14233                                                    | B    | G   | Taubengasse 5–9 687828 / 290683  |              |